# Sun Sentinel
Le Sun Sentinel est un journal quotidien de Fort Lauderdale en Floride aux États-Unis fondé en 1910.